# Ferrari 166 Inter
Ferrari 166 Inter — первый гран туризмо производства Ferrari. Впервые автомобиль дебютировал на Парижском автосалоне 6 октября 1949. Это было элегантное купе разработанное Carrozzeria Touring из Милана, которое до этого создавало похожие модели Ferrari и Alfa Romeo.
Ferrari 166 Inter был задуман как дорожная версия Ferrari 125S. Название "Inter" было дано ему после Scuderia Inter, основанного Игорем Трубецким.

## Двигатель
Двухклапанный двигатель V12, объемом 1995 см³. Мощность двигателя составляет 110 л.с. при 6000 об/мин. Цилиндры расположены спереди, продольно. Диаметр цилиндра и ход поршня-60x58,8 мм., степень сжатия 7:1. Карбюратор Weber 32DCF.
Как и многие детали, силовой агрегат 166 Inter выполнялся по индивидуальному заказу: даже механическая составляющая каждого автомобиля уникальна. Все двигатели собирались на базе одной и той же более мощной версии двухлитрового 12-цилиндрового мотора, хорошо зарекомендовавшего себя на 166MM. Inter появился в период перехода от ручного производства к заводскому - по просьбам клиентов модифицировался не только кузов, но и двигатель. Изменения могли касаться жиклеров карбюратора или степени сжатия - отсюда и отличие реальных показателей мощности от заявленного. По официальным данным максимальная мощность ранних версий inter составляла 90 л. с., однако многие машины развивали 105-110 л. с. (это все равно намного меньше мощности 166MM, которая составляла 140 л. с.).